# Югозападен регион (Буркина Фасо)
Югозападният регион (на френски: Sud-Ouest) на Буркина Фасо е с площ 16 153 квадратни километра и население 866 662 души (по изчисления за юли 2018 г.). Граничи със съседните на Буркина Фасо държави Гана и Кот д'Ивоар. Столицата на региона е град Гауя, разположен на повече от 300 километра от столицата на Буркина Фасо Уагадугу. Югозападният регион е разделен на 4 провинции – Бугуриба, Йоба, Нумбиел и Пони.